# Lepthyphantes ibericus
Lepthyphantes ibericus là một loài nhện trong họ Linyphiidae.
Loài này thuộc chi Lepthyphantes. Lepthyphantes ibericus được miêu tả năm 1981 bởi Ribera.